# كوماندو 3 (فلم)
كوماندو 3 (بالإنجليزية: Commando 3) هو فيلم أكشن هندي 2019 عمل فيلم إثارة إخراج أديتيا دات والتي تنتجها فيبول امروتلال شاه، الاعتماد الترفيه. الفيلم هو تتمة لفيلم كوماندو (2013) و كوماندو 2 (2017). الدفعة الثالثة من سلسلة أفلام كوماندو، ميزات الفيلم فيديوت جموال, آدا شارما، و أنجيرا دار في الأدوار القيادية، مع جولشان ديفايا تصوير الخصم. يعيد جمال دوره ككوماندوز كاران، الذي يذهب متخفيا مع أخصائي اللقاء بهافانا ريدي في مهمة لمكافحة الإرهاب في لندن.
التصوير الرئيسي للفيلم بدأ في سبتمبر 2018 في برادفورد ومدينة يورك في إنجلترا. تم إصدار الفيلم مسرحيا في الهند في 29 نوفمبر 2019. نجاح تجاري، أصبح الفيلم الأعلى ربحا في سلسلة أفلام كوماندو.

## القصة
يعتقل ضباط شرطة مومباي ثلاثة شبان مشتبه بهم في الإرهاب ويحاولون استجوابهم لكنهم لا يحصلون على معلومات. كارانفير' كاران ' سينغ دوجرا (فيديوت جموال) يسمى لمساعدة الشرطة، ولكن أحد المشتبه بهم يقتل نفسه. بعد إجراء مزيد من التحقيق، علم كاران أن المشتبه بهم تلقوا أموالا وأشرطة فيديو تحتوي على رسالة إرهابية. أيضا، يتحدث أحد المشتبه بهم مرارا وتكرارا عن 9/11، والذي تم فك تشفيره على أنه هجوم على الهند في يوم ديوالي. مزيد من التعلم تم تصوير التسجيلات بواسطة كاميرا في لندن، قرر كاران الذهاب متخفيا مع بهافنا ريدي (آدا شارما)، الذي ساعده على بلده المهمة السابقة. متنكرين كزوجين، يصلون إلى لندن حيث ماليكا سود (أنجيرا دار)، ضابط مخابرات بريطاني، يلتقطهم ويأخذهم إلى محطة عملهم حيث عميل آخر يدعى أرمان أختار (سوميت ثاكور) يساعدهم.
من ناحية أخرى، الإرهابي البريطاني براق الأنصاري (جولشان ديفايا) قوات ابنه عبير (أثارفا فيشواكارما) لمشاهدة له قتل رجل. والدة عبير وزوجة براق السابقة زهيرة (فيرينا وزهير) يريد الاتصال بالشرطة لكنه مهدد من قبل البراق. تعلم أن اثنين من العملاء الهنود قد وصلوا إلى لندن للقبض عليه، يستعين براق بمساعدة عملائه لتعقبهم بينما يمر كاران وفريقه بنفس العملية لمتابعة عملاء براق. أثناء ملاحقة المشتبه به، يلتقي كاران بزهرة وعبير وسرعان ما يتورط في مطاردة دراجة مع المشتبه به، مما أدى إلى وفاة الأخير عن طريق الخطأ. يسترد كاران هاتفه ويجيب على مكالمة براق، ويخبره كذلك أنه سيزور منزل المشتبه به المتوفى قريبا. يصل كاران والفريق إلى المنزل، لكن خارجه يوقفه حمقى براق. اندلعت معركة، مما أدى إلى طرد كاران من المنزل بسبب انفجار. الفيديو يذهب الفيروسية، وهكذا يفعل سقسقة بهافنا لدعم كاران.
سرعان ما تم الكشف عن أنه جزء من خطة كاران عندما نشر مقطع فيديو يتحدى براق دون الكشف عن هويته. عندما يتطابق الحمض النووي لبراق مع مشتبه به في جريمة قتل، يهرع كاران وفريقه إلى مطعم براق لكنهم يجدونه رحيلا. إدراك أنه كان سيذهب لالتقاط ابنه من المدرسة، يصل كاران إلى هناك ويتحداه قبل أن يختفي الأخير. مرة أخرى في مومباي، يتم إصلاح المشتبه بهما من قبل قديس. براق غير راغب في التخلي عن ابنه وسرعان ما يجد نفسه مكشوفا عندما يعقد كاران مؤتمرا صحفيا مع عبير وزهرة. بينما يتم اصطحاب الأم والابن بأمان إلى مطار الهند، يهاجم أتباع براق المركبات. خرج بهافنا في الحادث بينما يقاتل كاران وماليكا الأتباع. ومع ذلك، يتم اختطاف زاهرة وعبير، ويتم إبلاغ ماليكا باستسلام براق. يحاول كاران استجوابه ولكن ينتهي به الأمر باستخدام القوة، بسبب الأمر الذي أمر هو وبافنا بالمغادرة إنجلترا في غضون 24 ساعة أو الوجه الترحيل. تم إطلاق سراح براق بسبب عقد صفقة مع ثنائية; يعطيهم أدلة على هجوم سابق مقابل حريته. في طريقه إلى منزل آمن، يطلب براق من الضباط التوقف عند مسجد حتى يتمكن من الصلاة. يقوم بتبديل الأماكن مع أحد أتباعه ويقتل زهرة. إدراك أن الهجوم لن يكون على ديوالي، قرر كاران الاستمرار بمفرده ولكن انضم إليه فريقه. من خلال قرص عبير، يقع المنزل الآمن ويهاجمه بهافنا وماليكا بينما يذهب كاران للحصول على براق. بعد المعركة التي تركت جميع الأتباع ميتين، قام كاران بحقن براق ويأخذه بعيدا لأنه فاقد الوعي. ينقذ بهافنا وماليكا عبير، بينما يتم التقاط كاران بأمان بواسطة مروحية وكالته ومرافقتها إلى سفينة الشحن الهندية. مع الحد الأدنى من الوقت المتبقي للهجمات، يحاول كاران والشرطة العثور على المدن المستهدفة. فك تحدث مرارا وتكرارا من قبل براق، كاران يجد المدن المستهدفة ونشر شريط فيديو يطلب من المسلمين في الهند لفهم قيمة الوحدة الدينية. عندما يستعد المسلمون لمواجهة الإرهابيين، ينضم إليهم ضباط الشرطة، ويتم القبض على الإرهابيين. كاران يقتل براق ويسلم عبير إلى والد المشتبه به الميت.

## طاقم التمثيل
- فيديوت جموال بدور كوماندو كارانفير' كاران ' سينغ دوجرا
- آدا شارما دوركبير المفتشين بهافنا ريدي، فرقة مكافحة الإرهاب
- أنجيرا دار دور المخابرات البريطانية الوكيل ماليكا سود
- جولشان ديفايا دور براق أنصاري، زوج زاهرة السابق ووالد عبير
- سوميت ثاكور منالمخابرات البريطانية العميل أرمان اختر
- راجيش تايلانج دور روي، رئيس كاران
- فيريندرا ساكسينا أحمد
- فيبهاواري ديشباندي دور راجاني
- فيرينا وزهير دور زهرة، زوجة براق السابقة ووالدة عبير
- أبرار زهور دور تابش، أتباع براق
- سوريش فيشواكارما المفتش توكارام تامبي
- أبهيلاش تشودري بدور تيمور خان
- مانوج شارما بدور سبحان
- راغاف ضير دور عمر / راكيش
- براشانت جها في دور عثمان / أميت
- مارك بينينجتون دور ألفين، رئيس ماليكا
- أثارفا فيشواكارما في دور عبير وبراق وابن زاهرة
- ر. بهاكتى كلاين عميل المخابرات البريطانية
- غراسي غوسوامي دور طالب مدرسة[10]

## الإنتاج
نجاح الأولين الكوماندوز سلسلة جعلت المنتج فيبول امروتلال شاه للذهاب للامتياز الثالث. في 6 سبتمبر 2018 تم الإعلان عن بدء الكوماندوز 3 مع فيديوت جموال. في وقت لاحق من سبتمبر بدأ التصوير في لندن، إنكلترا. اختتم التصوير في منتصف يونيو 2019.

## الإصدار
صدر الفيلم في 29 نوفمبر 2019. تم إتاحته على النحو التالي فود على منصة البث زي5 ابتداء من 20 فبراير 2020.

## موسيقى تصويرية
| البوم موسيقى تصويرية لمنان شاه وفيكرام مونتروز | البوم موسيقى تصويرية لمنان شاه وفيكرام مونتروز  | البوم موسيقى تصويرية لمنان شاه وفيكرام مونتروز  |
| ---------------------------------------------- | ----------------------------------------------- | ----------------------------------------------- |
| صدر في                                         | 5 نوفمبر / تشرين الثاني 5 نوفمبر / تشرين الثاني | 5 نوفمبر / تشرين الثاني 5 نوفمبر / تشرين الثاني |
| سجلت                                           | 2018-19                                         | 2018-19                                         |
| النوع                                          | النوع                                           | موسيقى تصويرية لفيلم روائي طويل                 |
| الطول                                          | الطول                                           | 15:28                                           |
| اللغة                                          | اللغة                                           | اللغة الهندية                                   |
| توزيع                                          | توزيع                                           | Zee Music                                       |

وألفت هذه الموسيقى لأجل الفيلم من قبل منان شاح وفيكرام مونتروز مع كلمات كتبها سهل سلطانبوري، أبهيندرا كومار أوبدهياي، عظيم شيرازي، فرهاد بهيوانديوالا وفيكرام مونتروز.
| #  | عنوان                | المدة |
| -- | -------------------- | ----- |
| 1. | "Tera Baap Aaya"     | 2:44  |
| 2. | "Akhiyaan Milavanga" | 5:02  |
| 3. | "Iraade Kar Buland"  | 3:48  |
| 4. | "Main Woh Raat Hoon" | 3:54  |

## العرض الأول

### شباك التذاكر
الكوماندوز 3'كان ق يوم الافتتاح مجموع الإيرادات 4.74 كرور روبية. في اليوم الثاني، جمع الفيلم 5.64 كرور روبية. في اليوم الثالث، جمع الفيلم 7.95 كرور روبية، ليصل إجمالي مجموعة عطلة نهاية الأسبوع الافتتاحية إلى 18.33 كرور روبية.
يحتوي الفيلم على مجموعة إجمالية من 38.65 كرور روبية في الهند و 1.50 كرور روبية في الخارج، مما يجعل مجموعة إجمالية عالمية من 40.15 كرور.

### الجوائز والترشيحات
تم ترشيح فريق أندي لونج ستانت وأمين وفارما ل جائزة فيلم فير لأفضل عمل.

## روابط خارجية
- كوماندو 3  في قاعدة بيانات الأفلام على الإنترنت (بالإنجليزية)
- Commando 3 at Bollywood Hungama